# Równoważna liczba mieszkańców
Równoważna liczba mieszkańców, RLM – liczba wyrażająca wielokrotność ładunku zanieczyszczeń w ściekach odprowadzanych z obiektów przemysłowych i usługowych w stosunku do jednostkowego ładunku zanieczyszczeń w ściekach z gospodarstw domowych, odprowadzanych od jednego mieszkańca w ciągu doby.
W Polsce przyjęto ładunek BZT5 pochodzący od 1 mieszkańca równy 60 g O2/dobę.
{\displaystyle RLM={\frac {BZT\ \left[\mathrm {\dfrac {kg}{dzien}} \right]}{0{,}06\ \left[\mathrm {\dfrac {kg}{os\cdot dzien}} \right]}}}
| Działalność                     | BOD RLM [os/(jedn/dzień)] |
| Przemysł spożywczy              | Przemysł spożywczy        |
| ------------------------------- | ------------------------- |
| Puszkowanie (owoców/warzyw)     | 500                       |
| Przetwórstwo groszku            | 85–400                    |
| Przetwórstwo pomidorów          | 50–185                    |
| Przetwórstwo marchwi            | 160–390                   |
| Przetwórstwo ziemniaków         | 215–545                   |
| Przetwórstwo owoców cytrusowych | 55                        |
| Przetwórstwo drobiu             | 70–1600                   |
| Przetwórstwo wołowiny           | 20–600                    |
| Przetwórstwo rybne              | 300–2300                  |
| Słodycze                        | 40–150                    |
| Trzcina cukrowa                 | 50                        |
| Nabiał (bez sera)               | 20–100                    |
| Nabiał (z serem)                | 100–800                   |
| Margaryna                       | 500                       |
| Rzeźnictwo                      | 10–100                    |
| Produkcja drożdży               | 21 000                    |
| Zamknięta hodowla zwierząt      |                           |
| Trzoda chlewna                  | 35–100                    |
| Bydło mleczne (dojarnia)        | 1–2                       |
| Bydło domowe                    | 65–150                    |
| Konie                           | 65–150                    |
| Drób                            | 15–20                     |
| Gorzelnictwo                    |                           |
| Gorzelnia                       | 4000                      |
| Napoje                          |                           |
| Browarnictwo                    | 150–350                   |
| Napoje bezalkoholowe            | 50–100                    |
| Wino                            | 5                         |
| Włókiennictwo                   |                           |
| Bawełna                         | 2800                      |
| Wełna                           | 5600                      |
| Sztuczny jedwab                 | 550                       |
| Nylon                           | 800                       |
| Poliester                       | 3700                      |
| Pralnia wełny                   | 2000–4500                 |
| Farbowanie                      | 2000–3500                 |
| Wybielanie                      | 250–350                   |
| Garbarstwo                      |                           |
| Garbowanie skóry                | 1000–3500                 |
| Obuwnictwo                      | 300                       |
| Przemysł celulozowo-papierniczy |                           |
| Pulpa                           | 600                       |
| Papier                          | 100–300                   |
| Pulpa i papier połączone        | 1000–10 000               |
| Przemysł chemiczny              |                           |
| Farby                           | 20                        |
| Mydło                           | 1000                      |
| Rafineria                       | 1                         |
| PCW                             | 200                       |
| Przemysł hutniczy               |                           |
| Odlewnictwo                     | 12–30                     |
| Walcowanie                      | 8–50                      |